# Groene kardinaal
De groene kardinaal (Gubernatrix cristata) is een vogel uit de familie Thraupidae (Tangaren). Het is een bedreigde soort zangvogel uit Zuid-Amerika.

## Kenmerken
Het mannetje van de groene kardinaal is voornamelijk groen met geel boven en onder het oog en op de borst. De vogel is tussen 19 en 21 cm lang. De kuif en bef zijn zwart. Het vrouwtje is minder geel en meer grijsgroen. Waar het mannetje een gele vlek onder de ogen heeft is dit bij het vrouwtje wit. Hierdoor is het geslachtsverschil reeds op jonge leeftijd te herkennen.

## Voortplanting
Per broedsel legt het vrouwtje drie tot vijf eieren. De broedtijd is twaalf tot dertien dagen. Na negen dagen vliegt het jong uit.

## Verspreiding en leefgebied
Het leefgebied van de groene kardinaal is licht bebost gebied en open landschap met veel struikgewas. Het verspreidingsgebied ligt in Uruguay en een groot deel van Argentinië en het uiterste zuiden van Brazilië.

## Status
De voornaamste bedreiging is (illegale) onttrekking van levende vogels voor de siervogelhandel aan de wilde populaties. Daarnaast speelt ontbossing een rol. Houtkap om te voorzien in brandhout, maar ook grootschalige omzetting van bebost gebied in weidegronden voor veeteelt, tasten het leefgebied van de groene kardinaal aan. De grootte van de populatie werd in 2018 geschat op 1000 tot 2000 volwassen dieren en dit aantal daalt. Om deze redenen staat de groene kardinaal als bedreigd op de Rode Lijst van de IUCN.

Gubernatrix cristata (Vieillot, 1817). Lithografie door Paul-Louis Oudart en Godefroy Engelmann, 1825-1834